# Giro del Veneto 2010
Il Giro del Veneto 2010, ottantaduesima edizione della corsa e valida come evento dell'UCI Europe Tour 2010 categoria 1.1, si svolse il 28 agosto 2010 su un percorso di 198 km. Fu vinto dall'italiano Daniel Oss che terminò la gara in 4h35'05", alla media di 43,187 km/h.
Al traguardo 71 ciclisti portarono a termine il percorso.

## Ordine d'arrivo (Top 10)
| Pos. | Corridore        | Squadra      | Tempo    |
| ---- | ---------------- | ------------ | -------- |
| 1    | Daniel Oss       | Liquigas     | 4h35'05" |
| 2    | Peter Sagan      | Liquigas     | s.t.     |
| 3    | Sacha Modolo     | Colnago      | a 3"     |
| 4    | Luca Paolini     | Acqua & Sap. | s.t.     |
| 5    | Nicolas Schnyder | Price        | s.t.     |
| 6    | Juraj Sagan      | Liquigas     | a 7"     |
| 7    | Marco Marcato    | Vacansoleil  | a 13"    |
| 8    | Oleg Berdos      | De Rosa      | a 15"    |
| 9    | Matija Kvasina   | Zheroquadro  | s.t.     |
| 10   | Christian Meier  | Garmin       | a 20"    |